# 湯瑪斯·曼恩 (演員)
小湯瑪斯·藍道爾·曼恩（英語：Thomas Randall Mann, Jr.，1991年9月27日—），美國男演員。他因出演電影《派對X計劃》（2012）、《女巫獵人》（2013）、《我們的故事未完待續》（2015）和《金剛：骷髏島》（2017）而聞名。

## 私人生活
湯瑪斯·曼恩生於波特蘭，成長於德克薩斯州達拉斯。他的父親是一位建築工程主管。曼恩在17歲搬去加利福尼亞州尋求演出機會前曾短暫就讀東普萊諾高中。

## 演藝生涯

### 早期工作
2009年，曼恩於尼可國際兒童頻道情景喜劇電視系列《愛卡莉》首次亮相表演，他在裡面飾演傑夫瑞（Jeffrey）。於同年參與《愛卡莉》演出後，曼恩在《左右不逢源》裡飾演布蘭登·尼可拉斯（Brendan Nichols）。
2010年，曼恩於喜劇電影《派對X計劃》飾演主角。 他原本被告知無法試鏡，因為製作人只希望找沒有演戲經驗的人；曼恩試鏡七次後最終獲選。電影注重於曼恩飾演的角色——湯瑪斯身上，他在家裡舉辦生日派對，結果變成難以收拾的巨大場面。該片於同年6月在加利福尼亞州洛杉磯開拍，預算為一千兩百萬元。電影續集計畫也於2012年有了進展。2012年3月，曼恩進入小說改編電影《呆子王》演出的最後洽談階段。電影由格雷·桑切斯製片公司於2006年11月買下電影版權，格雷·桑切斯製片公司由威爾·法洛和亞當·麥凱創立。同年，曼恩與維多利亞·嘉絲蒂一起演出電影《瘋狂萬聖夜》，他在裡面飾演羅斯福（Roosevelt），該電影於美國時間2012年10月26日上映。電影淪為票房毒藥並且受到評論家批評。2013年，曼恩演出《女巫獵人》飾演班（Ben）。電影於美國時間2013年1月25日上映。同年，曼恩演出小說改編同名電影《美麗魔物》，曼恩在裡面飾演林克（Link），電影其他演員包括薇拉·戴維絲和艾瑪·湯普遜。該片於2013年2月14日上映而且總共賺得六千萬全球票房，不過預算也是六千萬元。曼恩之後與莎拉·伯格和詹姆斯·馬斯登演出《酷我隨行》。該電影由IFC電影發行於2013年6月21日。

### 突破：2014年－至今
2014年，曼恩演出《歡迎來到我的世界》飾演美術學生芮恩（Rainer Ybarra），電影演出演員包括克莉絲汀·薇格。電影於2014年9月5日在多倫多國際影展全球首映，之後於2015年5月1日有限上映。2015年曼恩演出改編自傑西·安德魯斯小說的電影《我們的故事未完待續》，電影於2015年1月25日在2015年日舞影展首映。該片使福斯探照燈影業以一千兩百萬元獲得版權，創下有史以來福斯用最多錢買下影展電影版權的紀錄，電影於2015年6月12日在美國上映。同年，曼恩演出《史丹佛監獄實驗》，該片也有在2015年日舞影展上映，曼恩在裡面飾演囚犯416號。電影在2015年7月17日有限上映。曼恩還有演出《刺客學妹》，該片由蘇菲·特納和海莉·史坦菲德主演並於2015年5月29日在限定區域和隨選視訊上映。曼恩之後的電影角色包括《玩酷壞痞子》飾演托比（Tobias Hammell）。電影描述一位私立學校學生利用網路在學校販售毒品。在《怪怪惹人愛》（Some Freaks）裡曼恩飾演麥特（Matt）。他還有參與《艾蜜莉和提姆》（Emily & Tim）和《吾父吾血》演出，其中後者與威廉·霍爾·梅西和梅爾·吉勃遜合演。2017年，曼恩將與貝拉·索恩一起演出《陰宅2》，該電影上映日未定。之後曼恩簽約與克蘿伊·摩蕾茲和珍妮·斯蕾特共同演出電影《我發瘋的那段日子》。

## 作品

### 電影
| 年份 | 作品                 | 角色                     | 備註 |
| ---- | -------------------- | ------------------------ | --- |
| 2010 | 說來有點可笑         | Aaron Fitzcarraldo       | |
| 2012 | 派對X計劃            | Thomas Kub               | |
| 2012 | 瘋狂萬聖夜           | Roosevelt Leroux         | |
| 2013 | 女巫獵人             | Ben Wosser               | |
| 2013 | 美麗魔物             | Wesley "Link" Lincoln    | |
| 2013 | 酷我隨行             | Kenny Crauder            | |
| 2014 | 歡迎來到我的世界     | Rainer Ybarra            | |
| 2015 | 我們的故事未完待續   | Greg Gaines              | 提名－2015年青少年票選獎電影選擇獎：表現突出明星 提名－2015年青少年票選獎電影選擇獎：最佳組合（與RJ·賽勒共享） 提名－印第安納電影記者協會獎最佳男主角 提名－帝國雜誌最佳男新人獎 |
| 2015 | 史丹佛監獄實驗       | Prisoner 416             | |
| 2015 | 刺客學妹             | Roger Marcus             | |
| 2015 | 玩酷壞痞子           | Tobias Hammel            | 獲獎－漢普頓國際電影節最佳突破演員 |
| 2015 | 記憶                 | Alex Dratch              | |
| 2015 | 艾蜜莉和提姆         | Tim（第一段）            | |
| 2016 | 吾父吾血             | Jason                    | |
| 2016 | 怪怪惹人愛           | Matt                     | |
| 2016 | 我發瘋的那段日子     | Stephen                  | |
| 2017 | 金剛：骷髏島         | Blake Simpson            | |
| 2017 | 陰宅2                | Terrence                 | |
| 2017 | 賽馬皮特             | Lonnie                   | 鏡頭刪減 |
| 2018 | 緬因                 | Lake                     | [ 27 ] |
| 2018 | 冥房                 | Ethan                    | |
| 2018 | 出走                 | Preston Hill             | |
| 2019 | 信蛇得永生           | August "Augie" Slaughter | |
| 2019 | 緝狂公路             | 泰德·辛頓                | |
| 2019 | 小姐與流氓           | Jim Dear                 | |
| 2021 | 月光光新慌慌：萬聖殺 | Young Frank Hawkins      | |
| 2021 | 穿着鞋子的贝壳马塞尔 | Mark Booth               | |
| 待定 | The Chariot          | Harrison Hardy           | 拍攝中 |

### 電視劇
| 年份 | 作品        | 角色                 | 備註                                   |
| ---- | ----------- | -------------------- | -------------------------------------- |
| 2009 | 愛卡莉      | Jeffery              | 單集：「iGive Away a Car」             |
| 2009 | 左右不逢源  | Brendan Nichols      | 單集：「The Floating Anniversary」     |
| 2017 | 冰血暴      | Thaddeus Mobley      | 單集：「The Law of Non-Contradiction」 |
| 2018 | 歷史醉大黨  | 威廉·斯圖爾特-休斯頓 | 單集：「World War II」                 |
| 2020 | 月球基地8號 | Cooper               | 單集：「Dry」                          |

## 外部連結
- 湯瑪斯·曼恩在互联网电影资料库（IMDb）上的資料（英文）
- 湯瑪斯·曼恩的X（前Twitter）